# Bucculatrix mendax
Bucculatrix mendax är en fjärilsart som beskrevs av Edward Meyrick 1918. Bucculatrix mendax ingår i släktet Bucculatrix och familjen kronmalar. Inga underarter finns listade i Catalogue of Life.